# Silba mitis
Silba mitis är en tvåvingeart som först beskrevs av Charles Howard Curran 1927.  Silba mitis ingår i släktet Silba och familjen stjärtflugor.
Artens utbredningsområde är Kongo. Inga underarter finns listade i Catalogue of Life.